# Georg Bergmann
Georg Bergmann (* 9. April 1819 in Celle; † 14. Oktober 1870 in Hildesheim) war ein deutscher Maler.

## Leben und Wirken

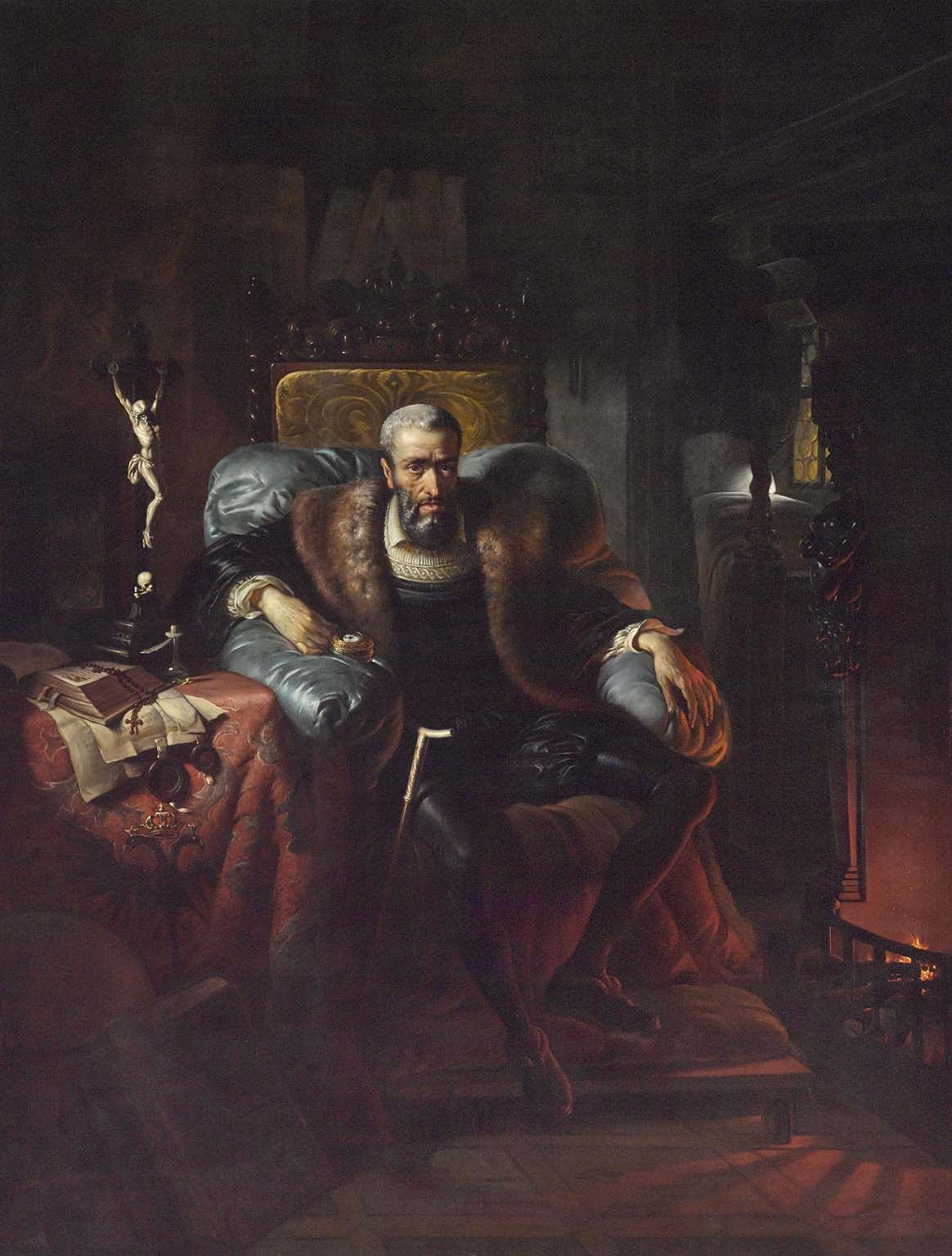
Georg Bergmann 1851:
Der Tod Kaiser Karls V. im Kloster Yuste

1835–1837 besuchte Bergmann die Polytechnische Schule in Hannover. Einer seiner Kommilitonen dort war Conrad Wilhelm Hase. 1843–1851 studierte Bergmann an der Kunstakademie Düsseldorf bei Theodor Hildebrandt.
Bei der von seinem Kommilitonen Hase beratenen Restaurierung des Hildesheimer Knochenhaueramtshauses 1853–1854 besorgte er die Fassadenbemalung, teilweise mit eigenen Zutaten, besonders an den Windbrettern. Bergmann arbeitete auch 1855–1857 in der Hildesheimer Michaeliskirche und wirkte hier bei der „Ausmalung und Restaurierung alter Malereien“. Er war auch bei Ausmalungen und Restaurierungen auf dem Rittergut Wallmoden und in Bückeburg beschäftigt und restaurierte in den Gemäldesammlungen im Landesmuseum Hannover.
Als bemerkenswerte Arbeiten des Künstlers Georg Bergmann gelten Mutter und Kind (1847), Madonna mit dem Kinde (1850) und Der Tod Kaiser Karls V. (1851) sowie die Ausmalung eines Saals auf Gut Alt Wallmoden (1851).